# Novibipalium
Novibipalium ist eine Gattung der Landplanarien in der Unterfamilie Bipaliinae.

## Merkmale
Arten der Gattung Novibipalium zeigen eine phänotypische Ähnlichkeit mit Arten der nah verwandten Gattung Bipalium, der hauptsächliche Unterschied liegt im Aufbau der Reproduktionsorgane. Novibipalium fehlt eine gut entwickelte Penispapille, während Bipalium eine besitzt. Bei Novibipalium bildet sich bei der Paarung ein temporärer Penis durch Umstülpung von Gewebefalten in der Geschlechtshöhle.

## Arten
Zu der Gattung Novibipalium gehören die folgenden Arten:
- Novibipalium alterifuscatum Kawakatsu, Ogren & Froehlich, 1998
- Novibipalium falsifuscatum Kawakatsu, Ogren & Froehlich, 1998
- Novibipalium miyukiae Kawakatsu, Sluys & Ogren, 2005[2]
- Novibipalium murayamai Kawakatsu, Sluys & Ogren, 2005[2]
- Novibipalium trifuscostriatum (Kaburaki, 1922)
- Novibipalium venosum (Kaburaki, 1922)